# Gretna (Virginia)
Gretna è un comune degli Stati Uniti d'America, situato nello Stato della Virginia, nella Contea di Pittsylvania.